# Ломниця (Седлецький повіт)
Ломниця (пол. Łomnica) — село в Польщі, у гміні Водине Седлецького повіту Мазовецького воєводства.
Населення — 137 осіб (2011).
У 1975-1998 роках село належало до Седлецького воєводства.

## Демографія
Демографічна структура станом на 31 березня 2011 року:
|          | Загалом | Допрацездатний вік | Працездатний вік | Постпрацездатний вік |
| -------- | ------- | ------------------ | ---------------- | -------------------- |
| Чоловіки | 72      | 11                 | 54               | 7                    |
| Жінки    | 65      | 6                  | 41               | 18                   |
| Разом    | 137     | 17                 | 95               | 25                   |